# Sonic Underground
Sonic Underground é um desenho animado franco-americano produzido pela DiC Entertainment, Les Studios Tex e TF1 e exibida pelo bloco Bohbot Kids Network. É a terceira série animada de  Sonic the Hedgehog, e também a última produzida pela DiC. Segue-se um enredo principal separado de todas as outras mídias de Sonic the Hedgehog, onde Sonic tinha dois irmãos, Sonia e Manic, que faziam parte de uma família real que foram forçados a se separar de sua mãe, Rainha Aleena, após a aquisição de Mobius por Robotnik devido a uma profecia contada pelo Oráculo de Delphius.
O programa foi ao ar pela primeira vez na França de 6 de janeiro de 1999 a 23 de maio de 1999 na TF1 e, em seguida, estreou no Reino Unido em 2 de maio de 1999 na ITV no segmento GMTV e finalmente nos Estados Unidos no bloco infantil sindicado BKN Kids II em 30 Agosto de 1999 e terminou em 22 de outubro de 1999. O show foi exibido apenas por uma temporada, consistindo de quarenta episódios. Foi a primeira série de televisão Sonic the Hedgehog a ser vendida na iTunes Store.

## Enredo
A história segue um cânone e continuidade separado de quaisquer outra mídia de Sonic the Hedgehog. No passado a Rainha Aleena, antiga governadora de Móbius foi conspirada a perder o seu trono quando o maléfico Robotnik a ameaçou de dominar o seu posto com o seu exército de máquinas e robotizadores transformando o mundo num lugar caótico e sombrio coberto sobre a tecnologia. Antes disso tudo acontecer, Aleena recebeu uma profecia direta do Oráculo de Delphius, que a mandou afastar-se dos seus filhos (Sonic, Sonia e Manic) abandonando-os em três lares, e em seguida fugir para que um dia futuramente reencontrar os filhos já amadurecidos e unirem forças formando o "Conselho dos Quatro", para juntos derrotarem Robotnik e trazer a liberdade para Móbius outra vez.
Muitos anos depois os três crescem em diferentes formas de vida e costumes, Sonia torna-se uma dama rica em meio a aristocracia, Manic cresce como um criminoso nas ruas, e Sonic cresce com uma família humilde, até um dia Sonic receber um chamado do Oráculo e seu Tio Chuck, para que ele uni-se forças com Sonia e Manic e assim dar início a sua jornada, depois de terem os seus lares e famílias perdidos no primeiro ataque de Robotnik. O Oráculo convoca três poderosos medalhões para os irmãos, com poderes de invocar instrumentos de rock mágicos para lutarem.
Desde então o trio forma a banda de heróis roqueiros "Sonic Underground", sendo liderados por Sonic e viajando ao redor de Móbius em busca de se reencontrarem novamente com a mãe Aleena, ao mesmo tempo que entre cada destino fazem missões ajudando os habitantes de Móbius a escaparem dos ataques e planos de Robotnik e os seus capangas Sleet e Dingo, que querem capturá-los e robotizá-los.

## Personagens

### Principais
- Sonic the Hedgehog: o líder e guitarrista da banda. Ele lidera a banda Sonic Underground na jornada em busca de derrotar Robotnik e encontrar a sua mãe, Rainha Aleena, ao lado dos seus irmãos Sonia e Manic. Na infância foi criado por um casal amigo da sua mãe, até que quando ficou mais velho conheceu o seu tio "Chuck" que lhe ordenou a seguir a sua missão de se unir a Sonia e Manic para juntos derrotarem Robotnik e reencontrar Aleena. É impaciente, convencido e tem o dom da super velocidade, frequentemente a usando para escapar dos inimigos, raramente para lutar. Com a sua guitarra ele é capaz de disparar raios laser conta os inimigos. A sua maior fraqueza é que ele não sabe nadar (coisa que também foi vista posteriormente em Sonic X e Sonic Boom). Tal como nas animações anteriores da DiC ele também tem obsessão por comer chili-dogs (chamados de "cachorros-quentes" ou "cachorros com pimenta" na dublagem brasileira).

- Sonia the Hedgehog:  a tecladista e a única garota da banda. Na infância, foi criada em meio a riqueza pela Lady Windimere, porém após os ataques de Robotnik ela foi forçada a  aventurar-se junto dos seus irmãos formando a banda. Por ter sido criada em meio ao luxo e à riqueza, muitas vezes Sonia mostra-se uma garota fresca que apenas se importa com a sua aparência e postura, e por isso sempre é vítima de piadinhas dos seus irmãos. Ao longo da série ela é vista namorando vários rapazes, a princípio era noiva de Bartleby, mas abandonou-o depois que o viu com outras garotas. A sua principal habilidade é dar um giro super-sónico, mas também é capaz de usar o seu teclado para disparar lasers e também fumaça. Normalmente é vista pilotando uma moto, quando está de viagem por Mobius. Ela possui a pele rosa escuro com longos cabelos e espinhos rosa claro, além de vestir uma camisa vermelha, saia roxa, cinto amarelo, com botas e luvas roxas. Ela também gosta de cachorros-quentes assim como Sonic, porém com tofu.

- Manic the Hedgehog: o baterista da banda. Na infância foi criado como um criminoso pelo ladrão Farrell, mas após os ataque de Robotnik ele foi forçado a aliar-se com os seus irmãos na banda para derrotar Robotnik. Ao contrário de Sonia, ele é o mais despreocupado e bem humorado do trio, mesmo assim ainda se importa em querer achar a mãe. Mesmo após ser movido para o lado da justiça ele ainda continua com um pouco dos seus antigos hábitos das ruas, como a sua cleptomania. Ao contrário de Sonic e Sonia, ele é o único que não tem poderes próprios, porém quando está com a sua bateria ele tem a capacidade de criar terremotos e manipular a terra. Ele também possui habilidade surfando com uma prancha voadora pelos céus, e para alcançar a velocidade do Sonic. Ele possui a pele verde, veste uma jaqueta vermelha, braceletes com espinho, brincos/piercings e possui longos espinhos espetados remetendo a um visual punk.

- Dr. Robotnik: o principal vilão da história. Dominou Mobius no passado com o seu império do mal, transformando inúmeros habitantes em robôs e expulsou a Rainha Aleena do seu trono fazendo-a fugir e esconder os seus filhos. A sua personalidade e aparência nesta série são idênticas as do Robotnik mostrado em Sonic SatAM. Tal como na outra série ele passa mais tempo na sua base do que fora lutando contra o Sonic, apesar de ser bem mais irritado e rabugento. Sempre manipula os seus robôs Swatbots e a sua dupla de capangas Sleet e Dingo fazerem o serviço de capturarem Sonic e sua banda. Muitas vezes ameaça robotizar Sleet e Dingo por cada falha que eles fazem nas missões, mas ele acaba nunca fazendo isso em toda a série. Sonic e os irmãos frequentemente o chamam de "Robuchotnik" (Robuttnik, na versão original) ou simplesmente "Buchotnik", como uma maneira ofensiva de insultá-lo. Também chega a ser tão arrogante e convencido que até Sleet e Dingo se irritam com ele.

- Sleet: O principal capanga de Robotnik, que está sempre acompanhado pelo seu parceiro Dingo. Ele é um lobo criminoso que foi forçado a servir as ordens de Robotnik juntamente com o seu companheiro como meta capturarem Sonic e a sua banda. Ele mostra-se sendo o mais inteligente e racional da dupla sendo assim o líder, mas ainda assim é incompetente e covarde. Sleet sempre carrega consigo um controle capaz de transformar Dingo em qualquer coisa útil (ou inútil) que ele precisar nas missões. Ele normalmente mostra-se sendo um lobo ganancioso, estressado e muito azarado. Ele sempre aparece vestindo uma armadura cor-de-vinho, com luvas roxas, ombreiras com caveiras e uma capa roxa, além de ser narigudo e possuir os cabelos azuis.

- Dingo: O outro capanga de Robotnik, que está sempre ao lado de Sleet. Como o nome sugere ele é um dingo brutamontes que está frequentemente ajudando Sleet nos seus planos para capturar Sonic e a banda, apesar de ser o mais ingénuo e infantil da dupla sempre submisso as ordens de Sleet. Ele tem a habilidade de se transformar em qualquer objeto que Sleet queira através de um controle especial, embora sempre mantenha o rosto e a cor da sua pele inalteráveis, que embora sendo bem visíveis e constantes nunca é reconhecido por Sonic e os irmãos. Por ser estúpido sempre faz besteiras e é visto esmagando Sleet acidentalmente. Em alguns episódios demonstra um amor pela Sonia, apesar dela ter muito nojo dele. Ele sempre aparece vestindo umas calças verdes rasgadas, luvas castanhas, pequenos óculos roxos e usa uma bota metálica em um dos pés, tem a pele laranja e um cabelo moicano loiro.

### Recorrentes
- Rainha Aleena: A mãe do grupo Sonic Underground e antiga governadora de Mobius antes de Robotnik tomar o seu lugar. Ela recebeu a profecia do Oráculo e abandonou os seus três filhos longe dos dominíos de Robotnik para que um dia eles crescessem e se reunissem com ela novamente. Muitas vezes ela é vista fazendo pequenas aparições em alguns episódios ajudando os seus filhos em algumas missões, no entanto ainda permanecendo escondida de Robotnik. A maioria dos episódios sempre iniciam narrados pela sua voz. O seu marido nunca foi mencionado. Ela tem vários aliados como o Oráculo de Delphius e Knuckles. (Dobrada por Barbara Lourenço em Portugal)

- Knuckles:  É um equidna (erroneamente chamado de "equidino" na dublagem brasileira) guardião da Esmeralda Caos da Ilha Flutuante de Móbius. A princípio foi enganado por Sleet e Dingo e forçado a lutar contra Sonic e os irmãos quando recebeu a falsa mensagem de que eles queriam roubar a sua esmeralda, semelhante aos acontecimentos ocorridos no jogo Sonic the Hedgehog 3. Depois de fazer as pazes com Sonic, ele aliou-se a equipa e descobriu que foi profetizado para ser um dos ajudantes da Sonic Underground na luta contra Robotnik. Ele sempre está na Ilha Flutuante protegendo-a de invasores e muito raramente sai de lá. É guiado pelo seu bisavô Athair, que é um ermitão sábio que mora numa área montanhosa em Móbius. É apaixonado por Sonia. Ele tem o poder de girar os seus braços como hélices e escavar o solo em alta velocidade.

- Sir Bartleby Montclair: Um cavalheiro e covarde vison que é um dos aristocratas mais ricos de Robotrópolis. Ele foi noivo da Sonia nos primeiros episódios, até a mesma deixá-lo quando o viu saindo com outras garotas. Como muitos habitantes de Móbius ele também foi forçado a servir as ordens de Robotnik, apesar de secretamente ainda apoiar a Rainha Aleena, pois continua a falar com Sonia ocasionalmente. Ele detesta Sonic e Manic, julgando-os por achá-los cidadãos pobres e sem caráter. Ele frequentemente fala com um sotaque Britânico.

- Oráculo de Delphius: Um estranho e sombrio feiticeiro reptiliano aliado da resistência. Ele foi o responsável por profetizar a invasão de Robotnik em Móbius e mandar Aleena escapar juntamente com os seus filhos, para futuramente se unirem formando um conselho para derrotar Robotnik e libertarem Móbius. Ele mora numa região gelada em Móbius e algumas vezes ajuda a banda a passarem por desafios em busca de aprenderem a trabalhar em equipa nas missões.

- Cyrus: Um jovem leão velho amigo de infância do Sonic e técnico dos Lutadores da Liberdade. A princípio ele trabalhava como um espião de Robotnik, até ser traído pelo vilão ao descobrir que o seu pai foi robotizado por ele. Desde então passou a ajudar Sonic e os seus irmãos na resistência.

- Trevor: É um jovem rato amigo dos irmãos ouriços e Cyrus. Ele veste-se como um hippie. Ele tem habilidade de pilotar naves e também de ajudar com equipamentos mecânicos

## Episódios
| #  | Título                               | Música                                         | Exibição original | Código de produção |
| -- | ------------------------------------ | ---------------------------------------------- | ----------------- | ------------------ |
| 1  | "O Início"                           | Todos Juntos Verei                             | ASA               | ASA                |
| 2  | "Conhecendo Você"                    | Um Grupo Unido                                 | ASA               | ASA                |
| 3  | "Harmonia Ou Alguma Coisa"           | Unidos Venceremos                              | ASA               | ASA                |
| 4  | "Para Pegar Uma Rainha"              | Busco Alguem Que Tem                           | ASA               | ASA                |
| 5  | "Mobodoon"                           | Achei Meu Lar                                  | ASA               | ASA                |
| 6  | "O Preço Da Liberdade"               | Grana Não Pode Comprar                         | ASA               | ASA                |
| 7  | "Baile De Máscaras Underground"      | Deixe Bons Tempos Rolarem                      | ASA               | ASA                |
| 8  | "Teias Entrelaçadas"                 | As Crianças Iluminam o Caminho                 | ASA               | ASA                |
| 9  | "O Medo Mais Profundo"               | Encare Seu Medo                                | ASA               | ASA                |
| 10 | "Quem Você Pensa Que é?"             | Ser Livre é Vital                              | ASA               | ASA                |
| 11 | "O Último Refúgio"                   | Ouça Seu Coração                               | ASA               | ASA                |
| 12 | "Saia De Onde Estiver"               | Chique Demais                                  | ASA               | ASA                |
| 13 | "Os Vencedores Fingem Tudo"          | Feito De Velocidade                            | ASA               | ASA                |
| 14 | "O Lar De Um Ouriço é o Seu Castelo" | Vamos Para a Galera                            | ASA               | ASA                |
| 15 | "Artefato"                           | Não Se Tem Tudo o Que Se Vê                    | ASA               | ASA                |
| 16 | "Inseto"                             | Não Abra Mão De Lutar                          | ASA               | ASA                |
| 17 | "Tônico Sonic"                       | Quero Ser a Coisa Mais Veloz Que Há            | ASA               | ASA                |
| 18 | "Amigo ou Inimigo?"                  | Nem Tudo é o Que Parece Ser                    | ASA               | ASA                |
| 19 | "Os Guardiões"                       | Correr Os Riscos é Legal                       | ASA               | ASA                |
| 20 | "Em Roma"                            | Se Há Querer Há Poder                          | ASA               | ASA                |
| 21 | "Jóia Da Coroa"                      | Todos Com Os Cosmos Vão Dançar                 | ASA               | ASA                |
| 22 | "Três Ouriços e Um Bebê"             | Ser Criança é Bom                              | ASA               | ASA                |
| 23 | "Dia Das Dunas"                      | Bons Amigos Dão As Mãos                        | ASA               | ASA                |
| 24 | "Querida Mamãs"                      | Somos o SU                                     | ASA               | ASA                |
| 25 | "O Ouriço Na Máscara De Ferro"       | Não Vá Ser Um Problema                         | ASA               | ASA                |
| 26 | "Seis é Multidão"                    | Por Você Eu Farei                              | ASA               | ASA                |
| 27 | "Fortaleza Voadora"                  | Não Se Pode Ser Alheio                         | ASA               | ASA                |
| 28 | "Ouriço Algum Está Na Ilha"          | Para Se Superar                                | ASA               | ASA                |
| 29 | "Novo Équidna Na Cidade"             | A Potência Do Som                              | ASA               | ASA                |
| 30 | "Casamento Enganoso"                 | O Amanhã Vou Ver                               | ASA               | ASA                |
| 31 | "Crise o Campo"                      | Não é Quem Perde Ou Ganha Que Importa No Final | ASA               | ASA                |
| 32 | "Cabeleira No Espaço"                | Não Faça o Mal                                 | ASA               | ASA                |
| 33 | "O Imunizador"                       | Este é o Nosso Som                             | ASA               | ASA                |
| 34 | "A Escolha De Sonia"                 | Por Que é Tudo Difícil Para Nós                | ASA               | ASA                |
| 35 | "Derretendo"                         | Férias Ao Sol                                  | ASA               | ASA                |
| 36 | "Adormecedores"                      | Um Dia Tudo Vai Mudar                          | ASA               | ASA                |
| 37 | "Bartleby, o Prisioneiro"            | Tá Na Hora De Cair Fora                        | ASA               | ASA                |
| 38 | "A Arte Da Destruição"               | Nosso Som é Livre                              | ASA               | ASA                |
| 39 | "O Pendente"                         | Quero a Liberdade Para Nós                     | ASA               | ASA                |
| 40 | "Perigo Virtual"                     | Não Baixe a Guarda                             | ASA               | ASA                |

## História

### Desenvolvimento

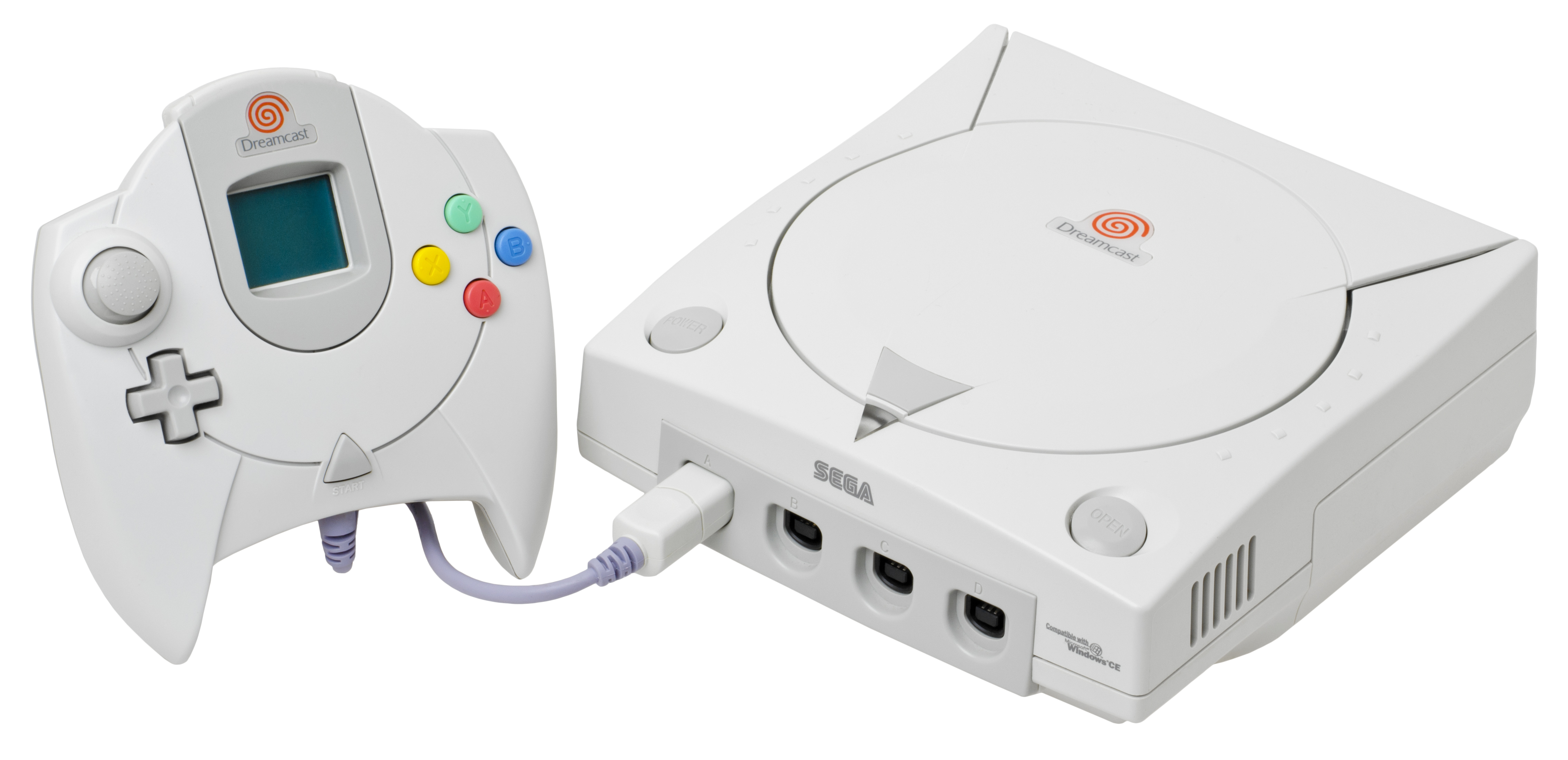
Sonic Underground foi originalmente produzido para ajudar a cultivar interesse no Dreamcast

É geralmente constatado que SEGA contatou DIC para fazer um novo desenho do Sonic, o que ajudaria a ganhar interesse na compra de seu novo console, o Dreamcast. Sonic Underground começou a produção no início de 1997, na mesma época em que do início do desenvolvimento de ambos o Dreamcast e Sonic Adventure. A bíblia do programa foi escrita já em março de 1997. O show foi anunciado publicamente já em dezembro de 1997.
Quando o show estava em desenvolvimento, dois episódios por semana eram produzidos, e os escritores sentiram que não tinham tempo suficiente para "amarrar tudo" na trama, sendo limitados a uma saga "Origens" de três partes para ter coerência. DIC usou audições em massa para gerar tramas de episódios. Periodicamente, cerca de vinte escritores não afiliados eram trazidos aos estúdios para aprender sobre os personagens estabelecidos e fazer um brainstorm de possíveis enredos para os episódios, após os quais cerca de um ou dois seriam selecionados. De acordo com Mike Piccirillo, quando ele estava escrevendo as músicas para o show, não havia storyboards feitos ainda, então ele só podia trabalhar pelo conteúdo dos roteiros, que muitas vezes diziam sobre qual moral ou lição a música deveria ser sobre em cada episódio. A animação do show foi terceirizada para o estúdio de animação de Taiwan Hong Ying Animation com a animação da abertura principal feita em Madrid, Espanha pela Milimetros, S.A. (também responsável pela animação de abertura do desenho animado Sonic SatAM), serviços de pré-produção fornecidos pela Le Studio Ellipse, serviços de layout da Arles Animation e serviços de pós-produção de vídeo e áudio da Les Studios de Saint-Ouen. De acordo com Robby London, a Sega do Japão teve um papel ativo no processo de aprovação de Sonic Underground, chegando a forçar DiC a reanimar o personagem para ter cinco dedos em vez dos quatro habituais, porque no Japão quatro dedos eram associados à máfia.
Embora se acreditasse que 65 episódios foram feitos, dos quais apenas 40 foram ao ar, Ben Hurst, um escritor principal de Sonic SatAM, que também estava envolvido na produção de Sonic Underground, afirmou em um chat no Sonic Amateur Games Expo 2008 que apenas 40 foram planejados para serem produzidos desde o início.

## Transmissão
Os canais que transmitiram a série foram:
- Estados Unidos: UPN; Sci Fi Channel; Disney XD; This TV; ¡Sorpresa!
- Reino Unido: ITV; CITV; POP; Kix!
- Irlanda: POP; Kix!
- Canadá: CBC Television; Teletoon
- Brasil: SBT; Ulbra TV; Disney Channel; Netflix
- Portugal: TVI; Canal Panda; KidsCo; Netflix
- Alemanha: Super RTL
- França: TF1; NT1; Mangas
- Itália: Italia 1; Boing; Planet Kids
- Austrália: Seven Network
- Argentina: Canal 13; TaTeTi
- Chile: TaTeTi; ETC

### Brasil
No Brasil, a série foi transmitida pelo SBT no programa infantil Bom Dia e Cia, entre 2002 e 2003, apresentado na época por Jackeline Petkovic. Logo depois, foi exibida em 2004 no Festolândia, junto com outros desenhos Disney nas exibições do programa aos sábados. Também foi exibida pela Ulbra TV no Rio Grande do Sul e também já foi exibida no Disney Channel por um curto tempo, durante os primórdios do canal no Brasil em 2001.

### Portugal
Em Portugal a série foi transmitida em 1999 e 2000 pela TVI, inserida no Batatoon e no Mix Max dobrada em português. Em 2008 repetiu no Canal Panda, em inglês com legendas. De 2011 a 2013, o canal KidsCo emitiu a série com uma nova dobragem portuguesa. Também esteve disponível na Netflix Portugal em 2015, com versão dobrada e legendada, mas foi removida mais tarde em 2018.
Embora Sonic Underground não seja considerado o melhor dos desenhos animados do Sonic, em Portugal a série ficou bastante popular nos finais dos anos 90 e nos anos 2000, sendo ainda mais conhecida que Sonic X, que é considerado por muitos o melhor desenho animado do Sonic. A popularidade da série deve-se às várias reposições, ao contrário das outras séries do Sonic vistas anteriormente e posteriormente, esta foi a que mais vezes foi transmitida em Portugal.

## Recepção
Sonic Underground recebeu críticas mistas e negativas, foi criticada pelo seu enredo complexo e por ter poucas referências aos jogos, as únicas semelhanças que possui são com a série Sonic SatAM, vista anteriormente. A série também foi alvo de críticas por não incluir o personagem Miles "Tails" Prower, que é normalmente o melhor amigo de Sonic, tanto nos jogos como nas séries animadas, e também um dos personagens mais conhecidos e adorados na franquia de Sonic the Hedgehog. A música tema foi uma das coisas positivas da série, muitos críticos consideraram a música tema como atrativa, e também uma das melhores músicas de abertura dos desenhos animados do Sonic. Quanto às músicas tocadas pela banda durante os episódios, algumas foram consideradas como atrativas, outras como irritantes e sem sentido.